# Valdemaro di Lippe
Valdemaro di Lippe (Detmold, 18 aprile 1824 – Detmold, 20 marzo 1895) era il terzo figlio di Leopoldo II di Lippe e della principessa Emilia di Schwarzburg-Sondershausen.

## Biografia
Valdemaro era il figlio terzogenito del principe Leopoldo II di Lippe e fratello del suo predecessore, Leopoldo III. Come suo padre, egli fu ufficiale dell'esercito prussiano e membro del reggimento di fanteria "Conte Bülow di Dennewitz" (6. Westfälisches) Nr. 55.
Il 19 novembre 1858 Valdemaro sposò la principessa Sofia di Baden (7 agosto 1834 – 6 aprile 1904), ma questo matrimonio non produsse eredi.
Quando prese le redini del principato, la situazione non era delle più floride e soprattutto in quell'epoca si stavano combattendo aspre lotte interne per il costituzionalismo tra conservatori e liberali, nonché tra città e campagna, tra ortodossia e liberalismo.
Il 13 gennaio 1876 il principe approvò la costituzione di un parlamento, spingendo la nobiltà a rinunciare ai suoi privilegi di classe e a fornire accordi di lavoro più giusti ai lavoratori. Malgrado questa sua apertura, in buona sostanza Valdemaro fu essenzialmente dalla parte dell'aristocrazia. A livello personale egli fu anche attento a promuovere il teatro e la musica, ma, per il suo carattere prepotente e poco incline agli incontri pubblici, non fu mai molto popolare.
Giunto in tarda età senza eredi, alla sua morte venne succeduto dal fratello minore Alessandro.

### La questione di Lippe Detmold
La questione di Lippe Detmold sorse alla morte del principe Valdemaro nel marzo 1895. Suo fratello Alessandro era infatti insano di mente e si verificò una disputa per la successione al trono, complicata dalla presenza in gioco del cognato dell'imperatore Guglielmo II. Dopo molti compromessi, la questione si risolse nel 1905 alla morte di Alessandro e dopo il passaggio di tre reggenti.

## Ascendenza
|                                                          |                                                        |                                                           | Genitori                                                 |  |  | Nonni |  |  | Bisnonni                           |  |  | Trisnonni                                 |  |
|                                                          |                                                        |                                                           |                                                          |  |  |       |  |  | 8. Simone Augusto di Lippe-Detmold |  |  | 16. Simone Enrico Adolfo di Lippe-Detmold |  |
|                                                          |                                                        |                                                           |                                                          |  |  |       |  |  | 8. Simone Augusto di Lippe-Detmold |  |  | 16. Simone Enrico Adolfo di Lippe-Detmold |  |
|                                                          |                                                        | 17. Giovanna Guglielmina di Nassau-Idstein                |                                                          |  |  |       |  |  | 8. Simone Augusto di Lippe-Detmold |  |  |                                           |  |
| 4. Leopoldo I di Lippe                                   |                                                        |                                                           |                                                          |  |  |       |  |  | 8. Simone Augusto di Lippe-Detmold |  |  |                                           |  |
|                                                          |                                                        | 9. Maria Leopoldina di Anhalt-Dessau                      | 18. Leopoldo II di Anhalt-Dessau                         |  |  |       |  |  |                                    |  |  |                                           |  |
|                                                          |                                                        | 9. Maria Leopoldina di Anhalt-Dessau                      | 18. Leopoldo II di Anhalt-Dessau                         |  |  |       |  |  |                                    |  |  |                                           |  |
|                                                          |                                                        | 9. Maria Leopoldina di Anhalt-Dessau                      | 19. Gisella Agnese di Anhalt-Köthen                      |  |  |       |  |  |                                    |  |  |                                           |  |
| 2. Leopoldo II di Lippe                                  |                                                        | 9. Maria Leopoldina di Anhalt-Dessau                      |                                                          |  |  |       |  |  |                                    |  |  |                                           |  |
|                                                          |                                                        | 10. Federico Alberto di Anhalt-Bernburg                   | 20. Vittorio Federico di Anhalt-Bernburg                 |  |  |       |  |  |                                    |  |  |                                           |  |
|                                                          |                                                        | 10. Federico Alberto di Anhalt-Bernburg                   | 20. Vittorio Federico di Anhalt-Bernburg                 |  |  |       |  |  |                                    |  |  |                                           |  |
|                                                          |                                                        | 10. Federico Alberto di Anhalt-Bernburg                   | 21. Albertina di Brandeburgo-Schwedt                     |  |  |       |  |  |                                    |  |  |                                           |  |
| 5. Paolina di Anhalt-Bernburg                            |                                                        | 10. Federico Alberto di Anhalt-Bernburg                   |                                                          |  |  |       |  |  |                                    |  |  |                                           |  |
|                                                          |                                                        | 11. Luisa Albertina di Schleswig-Holstein-Sonderburg-Plön | 22. Federico Carlo di Schleswig-Holstein-Sonderburg-Plön |  |  |       |  |  |                                    |  |  |                                           |  |
|                                                          |                                                        | 11. Luisa Albertina di Schleswig-Holstein-Sonderburg-Plön | 22. Federico Carlo di Schleswig-Holstein-Sonderburg-Plön |  |  |       |  |  |                                    |  |  |                                           |  |
|                                                          |                                                        | 11. Luisa Albertina di Schleswig-Holstein-Sonderburg-Plön | 23. Cristiana Irmingarda di Reventlow                    |  |  |       |  |  |                                    |  |  |                                           |  |
| 1. Valdemaro di Lippe                                    |                                                        | 11. Luisa Albertina di Schleswig-Holstein-Sonderburg-Plön |                                                          |  |  |       |  |  |                                    |  |  |                                           |  |
|                                                          | 12. Cristiano Günther III di Schwarzburg-Sondershausen | 24. Augusto di Schwarzburg-Sondershausen                  |                                                          |  |  |       |  |  |                                    |  |  |                                           |  |
|                                                          | 12. Cristiano Günther III di Schwarzburg-Sondershausen | 24. Augusto di Schwarzburg-Sondershausen                  |                                                          |  |  |       |  |  |                                    |  |  |                                           |  |
|                                                          | 12. Cristiano Günther III di Schwarzburg-Sondershausen | 25. Carlotta Sofia di Anhalt-Bernburg                     |                                                          |  |  |       |  |  |                                    |  |  |                                           |  |
| 6. Günther Federico Carlo I di Schwarzburg-Sondershausen | 12. Cristiano Günther III di Schwarzburg-Sondershausen |                                                           |                                                          |  |  |       |  |  |                                    |  |  |                                           |  |
|                                                          |                                                        | 13. Carlotta Guglielmina di Anhalt-Bernburg               | 26. Vittorio Federico di Anhalt-Bernburg (= 20)          |  |  |       |  |  |                                    |  |  |                                           |  |
|                                                          |                                                        | 13. Carlotta Guglielmina di Anhalt-Bernburg               | 26. Vittorio Federico di Anhalt-Bernburg (= 20)          |  |  |       |  |  |                                    |  |  |                                           |  |
|                                                          |                                                        | 13. Carlotta Guglielmina di Anhalt-Bernburg               | 27. Albertina di Brandeburgo-Schwedt (= 21)              |  |  |       |  |  |                                    |  |  |                                           |  |
| 3. Emilia di Schwarzburg-Sondershausen                   |                                                        | 13. Carlotta Guglielmina di Anhalt-Bernburg               |                                                          |  |  |       |  |  |                                    |  |  |                                           |  |
|                                                          |                                                        | 14. Federico Carlo di Schwarzburg-Rudolstadt              | 28. Luigi Günther II di Schwarzburg-Rudolstadt           |  |  |       |  |  |                                    |  |  |                                           |  |
|                                                          |                                                        | 14. Federico Carlo di Schwarzburg-Rudolstadt              | 28. Luigi Günther II di Schwarzburg-Rudolstadt           |  |  |       |  |  |                                    |  |  |                                           |  |
|                                                          |                                                        | 14. Federico Carlo di Schwarzburg-Rudolstadt              | 29. Sofia Enrichetta di Reuss-Untergreiz                 |  |  |       |  |  |                                    |  |  |                                           |  |
| 7. Carolina di Schwarzburg-Rudolstadt                    |                                                        | 14. Federico Carlo di Schwarzburg-Rudolstadt              |                                                          |  |  |       |  |  |                                    |  |  |                                           |  |
|                                                          |                                                        | 15. Federica Augusta di Schwarzburg-Rudolstadt            | 30. Giovanni Federico di Schwarzburg-Rudolstadt          |  |  |       |  |  |                                    |  |  |                                           |  |
|                                                          |                                                        | 15. Federica Augusta di Schwarzburg-Rudolstadt            | 30. Giovanni Federico di Schwarzburg-Rudolstadt          |  |  |       |  |  |                                    |  |  |                                           |  |
|                                                          |                                                        | 15. Federica Augusta di Schwarzburg-Rudolstadt            | 31. Bernardina Cristiana di Sassonia-Weimar              |  |  |       |  |  |                                    |  |  |                                           |  |
|                                                          |                                                        | 15. Federica Augusta di Schwarzburg-Rudolstadt            |                                                          |  |  |       |  |  |                                    |  |  |                                           |  |